# Guggisberg
Guggisberg (toponimo tedesco) è un comune svizzero di 1 586 abitanti del Canton Berna, nella regione di Berna-Altipiano svizzero (circondario di Berna-Altipiano svizzero).

## Storia
Dal suo territorio nel 1860 fu scorporata la località di Rüschegg, divenuta comune autonomo.

## Monumenti e luoghi d'interesse

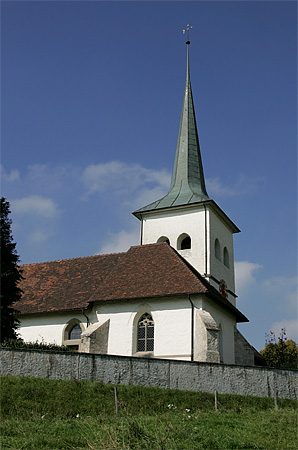
La chiesa riformata

- Chiesa riformata (già di San Maurizio), eretta nell'VIII-XI secolo e ricostruita nel 1453-1528 e nel 1823-1824[1].

## Società

### Evoluzione demografica
L'evoluzione demografica è riportata nella seguente tabella (fino al 1850 con Rüschegg):
Abitanti censiti

## Geografia antropica

### Frazioni
- Kalchstätten
- Kriesbaumen
- Laubbach
- Riedstätt
- Riffenmatt
- Sangernboden

## Economia
Guggisberg è una stazione sciistica e una località di villeggiatura estiva sviluppatasi a partire dagli anni 1950.

## Amministrazione
Ogni famiglia originaria del luogo fa parte del cosiddetto comune patriziale e ha la responsabilità della manutenzione di ogni bene ricadente all'interno dei confini del comune.